# Parapontoparta spicacarens
Parapontoparta spicacarens is een mosselkreeftjessoort uit de familie van de Candonidae. De wetenschappelijke naam van de soort is voor het eerst geldig gepubliceerd in 1987 door Maddocks & Steineck.